# Первозданная Америка
«Первозда́нная Аме́рика» (англ. American Primeval) — американский мини-сериал в жанре вестерна. Главные роли в нём исполнили Тейлор Китч, Саура Лайтфут Леон, Джай Кортни, Шей Уигем, Бетти Гилпин и Дэйн Дехаан. Мини-сериал вышел на стриминговой платформе Netflix 9 января 2025 года.

## Сюжет
В мини-сериале показаны истории о зарождении американского Запада и жестоких столкновениях между разными культурами и религиями на территории Юта, в частности, история резни в Маунтин-Медоуз.

## В ролях
- Тейлор Китч — Айзак
- Бетти Гилпин — Сара Холлоуэй/Роуэлл
- Дэйн Дехаан — Джейкоб Прэтт
- Саура Лайтфут Леон — Эбиш Прэтт
- Дерек Хинки — Красное Перо
- Джо Типпетт[англ.] — Джеймс Вулзи
- Джай Кортни — Верджил Каттер
- Престон Мота — Девин Роуэлл
- Шони Пурье — Две Луны
- Шей Уигем — Джим Бриджер, владелец Форт Бриджер
- Ким Коутс — Бригам Янг
- Кайл Брэдли Дейвис — Тилли
- Ник Харгров — Коттрелл

## Эпизоды
| № | Название               | Режиссёр   | Автор сценария | Дата премьеры |
| --- | ---------------------- | ---------- | -------------- | ------------- |
| 1 | «1 эпизод» «Episode 1» | Питер Берг | Марк Л. Смит   | 9 января 2025 |
| Сара Холлоуэй вместе с сыном-подростком путешествует по Дикому Западу по заранее спланированному маршруту. Ее цель, по ее словам, добраться до мужа. Однако из-за задержки в пути все идет наперекосяк — один проводник не дождался женщину в условленном месте и уехал, а второго застрелили в потасовке. Джим Бриджер, глава торгового поста Форт Бриджер, предлагает женщине другого проводника — Айзака Рида. Тот сперва отказывается, и женщина едет вместе с мормонами. В пути на них нападают неизвестные и убивают почти всех, кроме молодого мормона Джейкоба Прэтта, которого сочли мертвым, его жены, которую похитили, и Сары с сыном, которым удалось убежать. Тем временем в Форт Бриджер приходит человек, который разыскивает Сару. Он рассказывает, что ее настоящая фамилия — Роуэлл и она разыскивается за убийство мужа. |                        |            |                |               |
| 2 | «2 эпизод» «Episode 2» | Питер Берг | Марк Л. Смит   | 9 января 2025 |
| Айзек Рид все-таки решает помочь женщине и сам догоняет ее. К их отряду прибивается индейская девушка-беглянка по имени Две Луны. Вместе они отбиваются от преследователей, которые хотят получить награду за поиску Сары. Тем временем похищенная Эбиш Прэтт, жена Джейкоба Прэтта, оказывается пленницей у индейцев. Ее муж пытается организовать ее поиски, уверенный в том, что женщина еще жива. Выясняется, что за нападение на группу Прэтта стоят его же единоверцы — мормоны. |                        |            |                |               |
| 3 | «3 эпизод» «Episode 3» | Питер Берг | Марк Л. Смит   | 9 января 2025 |
| Сара и спутники попадают в ловушку банды отщепенцев. Они насилуют Сару и избивают ее сына и Рида. Однако с помощью Две Луны женщине удается освободиться и убить преступников, застигнув тех врасплох. Индейцы увозят Эбиш все дальше, а ее муж с отрядом продолжает ее поиски. |                        |            |                |               |
| 4 | «4 эпизод» «Episode 4» | Питер Берг | Марк Л. Смит   | 9 января 2025 |
| 5 | «5 эпизод» «Episode 5» | Питер Берг | Марк Л. Смит   | 9 января 2025 |
| 6 | «6 эпизод» «Episode 6» | Питер Берг | Марк Л. Смит   | 9 января 2025 |

## Производство
Сценарий мини-сериалу, который будет состоять из шести эпизодов, написал Марк Л. Смит, а режиссёром был назначен Питер Берг. Компания Netflix заказала производство мини-сериала в декабре 2022 года, тогда же был объявлен исполнитель главной роли — Тейлор Китч.
В январе 2023 года стало известно, что в мини-сериале снимутся Дэйн Дехаан, Джай Кортни, Бетти Гилпин, Шей Уигем, Кайл Брэдли Дейвис, Ник Харгров, Дерек Хинки, Саура Лайтфут Леон, Престон Мота, Джо Типпетт и Шони Пурье.
Съёмки начались в штате Нью-Мексико в феврале 2023 года, но летом того же года были прерваны из-за забастовки актёров SAG-AFTRA.
Премьера мини-сериала состоялась на стриминговой платформе Netflix 9 января 2025 года.

## Восприятие

### Оценки критиков
На сайте-агрегаторе рецензий Rotten Tomatoes рейтинг мини-сериала составляет 68 % на основании 53 обзоров критиков со средней оценкой 6,5 из 10.
На сайте-агрегаторе рецензий Metacritic рейтинг мини-сериала составляет 59 баллов из 100 возможных на основании 27 обзоров критиков, что соответствует «смешанным или средним» отзывам.

### Церковь Иисуса Христа Святых последних дней
Церковь Иисуса Христа Святых последних дней выпустила пресс-релиз, осуждающий мини-сериал как «опасный и вводящий в заблуждение». В заявлении резня в Маунтин-Медоуз была названа «ужасной трагедией», которую Церковь признала и осудила, однако в сериале она была показана некорректно, как и «вопиющим образом искажённый» Бригам Янг.